# Zhongxi Linchang
Zhongxi Linchang (kinesiska: 中西林场) är en administrativ enhet på sockennivå i sydöstra Kina. Den ligger i Zhangpu härad i staden Zhangzhou i provinsen Fujian,  omkring 270 kilometer sydväst om provinshuvudstaden Fuzhou. Antalet invånare är 1 756. Befolkningen består av 838 kvinnor och 918 män. Barn under 15 år utgör 16,0 %, vuxna 15-64 år 73 %, och äldre över 65 år 10,0 %. Enheten administrerar ett skogsbruk.